# Epidendrum pseudocardioepichilum
Epidendrum pseudocardioepichilum är en orkidéart som beskrevs av Becerra och Eric Hágsater. Epidendrum pseudocardioepichilum ingår i släktet Epidendrum och familjen orkidéer.
Artens utbredningsområde är Peru. Inga underarter finns listade i Catalogue of Life.